# A+ (альбом)
A+ — четвёртый мини-альбом южнокорейской певицы Хёны. Альбом состоит из пяти треков и включает в себя элементы поп и R&B. Он был выпущен для цифровой загрузки 21 августа 2015 года лейблами Cube Entertainment и Universal Music. Физический альбом был выпущен три дня спустя, 24 августа. Для продвижения альбома Хёна появилась на нескольких южнокорейских музыкальных программах, включая Music Bank, Show! Music Core и Inkigayo. «Roll Deep» был выпущен как ведущий сингл.

## Предпосылки и релиз
4 июня 2015 года было объявлено, что Хёна готовится к своему сольному возвращению в августе. 9 августа Cube Entertainment выпустили трейлер, снятый в Лос-Анджелесе для ее четвертого мини-альбома A+, который вышел 21 августа. 13 августа в качестве заглавного трека альбома было объявлено «Because I'm the Best» (или «Roll Deep» на международных рынках) с участием Ильхана из BtoB.
20 августа музыкальный клип на песню 
был выпущен на канале 4Minute YouTube, за которым последовала более свободная версия видео 19+, которая 6 сентября была названа «Оригинальной версией».
14 сентября 2015 года Хёна выпустила короткое музыкальное видео для вступительного трека альбома «Run & Run».

## Коммерческий успех
А+ вошел и достиг 5 места в чарте альбомов Gaon в выпуске чарта от 22–29 августа 2016 года. На второй неделе мини-альбом упал до 33 строчки, опустив чарт на следующей неделе. A+ вошел на № 15 строчке в чарте альбомов Gaon за август 2015 года, продано 7 387 экземпляров.
Заглавный трек «Roll Deep» вошел на 32 строчке на цифровой диаграмме Gaon в выпуске чарта от 22–29 августа 2016 года с проданными 80 086 загрузками и 803 443 потоками на основе его первых двух дней доступности. На второй неделе песня достигла своего пика на 13 строчке с 107 723 проданными загрузками и 2 599 263 потоками в первую полную неделю. «Roll Deep» достиг 44 строчки на цифровой диаграмме Gaon за август 2015 года.

## Приём
Джефф Бенджамин из Bilbord похвалил «Because I'm The Best», сказав: «HyunA поет о своей себе, делая резкие замечания о том, как даже ее друзья завидуют ей, потому что, ну, она лучшая. Ильхун [...] подкрепляет свои претензии, поскольку они наплевали на хард-хоп хип-хоп продакшн с элементами, напоминающими недавнюю работу Mike Will Made It и DJ Mustard». Бенджамин также подчеркнул стилистику и эстетику музыкального клипа трека, сославшись на его «насмешливую презентацию» в качестве доказательства того, что «ХёнА - одна из самых злых женщин в K-pop».

## Трек-лист
| №  | Название                                           | Текст песни                                       | Музыка                                  | Arrangement                          | Длительность |
| -- | -------------------------------------------------- | ------------------------------------------------- | --------------------------------------- | ------------------------------------ | ------------ |
| 1. | «Run & Run» (intro)                                | Hyuna, Seo Jaewoo, Big Sancho                     | Seo Jaewoo, Big Sancho                  | Seo Jaewoo, Big Sancho, Son Youngjin | 1:31         |
| 2. | «Roll Deep» («Because I'm The Best»; feat. Ильхун) | Seo Jaewoo, Big Sancho, Son Youngjin, Jung Ilhoon | Seo Jaewoo, Big Sancho, Son Youngjin    | Seo Jaewoo, Big Sancho               | 3:22         |
| 3. | «Ice Ice» (feat. Юк Джидам)                        | Big Sancho, Hyuna, Yuk Jidam                      | Seo Jaewoo                              | Seo Jaewoo, Big Sancho               | 3:16         |
| 4. | «Get Out of My House» (feat. Чон Сон Ён)           | Big Sancho, Jung Il-hoon, Kwon Jungyeol           | Big Sancho, Jung Il-hoon, Kwon Jungyeol | Seo Jaewoo, Big Sancho               | 3:22         |
| 5. | «Serene»                                           | Seo Jaewoo, Son Youngjin, Hyuna                   | Seo Jaewoo, Son Youngjin                | Seo Jaewoo, Son Youngjin             | 3:42         |

## Чарты

### Музыкальные чарты
| Чарты                        | Высшая позиция | Примечания |
| ---------------------------- | -------------- | ---------- |
| Gaon Weekly Albums Chart     | 5              | [ 20 ]     |
| Gaon Monthly Albums Chart    | 15             | [ 21 ]     |
| Billboard World Albums Chart | 2              | [ 23 ]     |

### Продажи
| Чарты               | Сумма   | Примечания |
| ------------------- | ------- | ---------- |
| Gaon physical sales | 12,240+ | [ 24 ]     |